# Колесников, Евгений Анатольевич
Евге́ний Анато́льевич Коле́сников (20 октября 1984, Соликамск, Пермская область, РСФСР, СССР — не позднее мая 2016, колония «Полярная сова», Харп, Ямало-Ненецкий автономный округ, Россия) — российский серийный убийца и грабитель, совершивший с декабря 2006 по январь 2007 года в Соликамске 6 убийств пожилых людей с целью их ограбления, кроме того, ещё одна жертва скончалась после побоев в результате сердечного приступа.

## Биография

### Детство и юность
Евгений Колесников родился 20 октября 1984 года в Соликамске. Мать будущего преступника страдала алкогольной зависимостью, отец сидел в тюрьме. В результате в детстве им почти никто не занимался, и в итоге Колесникова отправили в детский дом. Впоследствии его воспитатель так отзывалась о нём:
Жестокости и агрессии в поведении Жени никогда не было. Но он был очень влияемый, слабый, его задавливали даже младшие ребята. Могли запросто подтолкнуть к чему-то. Ещё у Жени была одна особенность — он покрывал других участников своих злодеяний, убеждал, что был один и всё сделал сам, хотя я точно знала, что он сделал это не один.
В 1988 году семья Суриковых решила усыновить Колесникова. При усыновлении ему изменили фамилию и отчество. Уже с первых дней мальчик стал проявлять симптомы клептомании. В течение многих лет Суриковы водили Евгения по врачам-психиатрам, но диагноз всех был неутешителен — такая болезнь неизлечима. Впоследствии к кражам добавились сомнительные компании, постоянные отсутствия Евгения дома, его увлечение клеем. После девяти лет мучений Суриковы вернули приёмного сына в детский дом.
Вскоре после достижения совершеннолетия Евгений Колесников был арестован по обвинению в краже и осуждён. В 2006 году он освободился из мест лишения свободы и поселился в Соликамске у Ольги Чекотиной, которая также была воспитанницей детского дома. Вдвоём они решили зарабатывать деньги путём краж и грабежей пожилых людей.

### Преступления
Первую совместную кражу Чекотина и Колесников совершили в ночь с 12 на 13 декабря 2006 года, затем последовало ещё несколько краж.
Первое убийство Колесников и Чекотина совершили в ночь с 27 на 28 декабря, убив отвёрткой случайно заметившую их хозяйку обворовываемой квартиры. Это было единственное убийство, в котором Чекотина приняла непосредственное участие. Добычей убийц стала 1 тысяча рублей. Квартиру преступники подожгли.
Второе убийство Колесников совершил 2 января 2007 года. Его жертвой стал ветеран Великой Отечественной войны, получавший достаточно неплохую пенсию. Колесников убил его ножом, после чего вместе с Чекотиной забрал из квартиры 25 тысяч рублей.
Третье убийство произошло в ночь с 8 на 9 января. Колесников убил ножом пожилую хозяйку, после чего вместе с Чекотиной ограбил и поджёг квартиру.
13 января Колесников в одиночку вновь попытался совершить кражу, однако хозяйка обворовываемой квартиры подняла шум, и убийца, избив её, бежал. Жертва скончалась от сердечного приступа.
Четвёртое убийство и последовавшие за ним ограбление и поджог Колесников совершил также без сообщницы. В ночь с 25 на 26 января он забил топором спящую хозяйку квартиры, из которой похитил 200 рублей и электрочайник.
Последнее убийство оказалось двойным и ещё менее результативным. В ночь с 27 на 28 января Колесников убил ножом пожилых супругов, после чего вместе с Чекотиной забрал из их квартиры машинку для стрижки волос.

### Арест, следствие и суд
30 января 2007 года Колесникова вычислили и задержали на квартире Чекотиной вместе с самой Ольгой.
Следствие длилось 5 месяцев. На его протяжении Колесников признался в совершении 6 убийств, 5 из которых он совершил при соучастии Чекотиной. Следователи убеждены, что, если бы последняя не подбила Колесникова на совершение убийств, то он так бы и остался вором. 25 июня 2007 года Пермский краевой суд приговорил Колесникова к пожизненному лишению свободы, а Чекотину — к 18 годам лишения свободы. 8 октября 2007 года Верховный Суд России оставил приговор без изменения. Отбывал наказание в исправительной колонии особого режима, известной как «Полярная сова», где покончил с собой, точная дата этого события неизвестна.

## В массовой культуре
- Документальный фильм «Сирота Соликамская» из цикла «Вне закона» (2009)